# 布爾金卡
46°39′41″N 30°58′40″E / 46.66139°N 30.97778°E
布爾金卡（烏克蘭語：Булдинка）是位於烏克蘭西南部的村莊，由敖德萨州敖德萨区的尤日內市鎮負責管轄。該村始建於十九世紀，面積0.78平方公里，海拔高度21米，2001年人口58，人口密度每平方公里74.36人。